# Episodi di Law & Order - I due volti della giustizia (ventunesima stagione)
La ventunesima stagione della serie televisiva Law & Order - I due volti della giustizia, composta da 10 episodi, è stata trasmessa in prima visione negli Stati Uniti d'America da NBC dal 24 febbraio al 19 maggio 2022.
In Italia la stagione è stata trasmessa in prima visione da Sky Investigation dal 13 novembre all'11 dicembre 2022, e in chiaro su Top Crime dal 19 settembre 2023.
| nº | Titolo originale    | Titolo italiano        | Prima TV USA     | Prima TV Italia  |
| -- | ------------------- | ---------------------- | ---------------- | ---------------- |
| 1  | The Right Thing     | La cosa giusta         | 24 febbraio 2022 | 13 novembre 2022 |
| 2  | Impossible Dream    | Sogno impossibile      | 3 marzo 2022     | 13 novembre 2022 |
| 3  | Filtered Life       | Vita filtrata          | 10 marzo 2022    | 20 novembre 2022 |
| 4  | Fault Lines         | Fratture               | 17 marzo 2022    | 20 novembre 2022 |
| 5  | Free Speech         | Libertà di parola      | 7 aprile 2022    | 27 novembre 2022 |
| 6  | Wicked Game         | Giochi malvagi         | 14 aprile 2022   | 27 novembre 2022 |
| 7  | Legacy              | Eredità                | 28 aprile 2022   | 4 dicembre 2022  |
| 8  | Severance           | Rottura                | 5 maggio 2022    | 4 dicembre 2022  |
| 9  | The Great Pretender | La grande ingannatrice | 12 maggio 2022   | 11 dicembre 2022 |
| 10 | Black and Blue      | Nero e blu             | 19 maggio 2022   | 11 dicembre 2022 |

## La cosa giusta
- Titolo originale: The Right Thing
- Diretto da: Jean de Segonzac
- Scritto da: Dick Wolf e Rick Eid

### Trama
I nuovi partner Kevin Bernard e Frank Cosgrove indagano sull'omicidio di un noto intrattenitore. Una disputa sull'annullamento di una confessione crea una spaccatura nell'ufficio del procuratore distrettuale.

## Sogno impossibile
- Titolo originale: Impossible Dream
- Diretto da: Michael Pressman
- Scritto da: Rick Eid e Pamela Wechsler

### Trama
L'amministratore delegato di un'importante azienda tecnologica viene trovato assassinato a Central Park. Price e Maroun lavorano per districare una rete di inganni per smascherare un astuto narcisista.
- Nota. Ispirato al caso di Elizabeth Holmes.[9]

## Vita filtrata
- Titolo originale: Filtered Life
- Diretto da: Milena Govich
- Scritto da: Art Alamo e Pamela Wechsler

### Trama
Bernard e Cosgrove indagano sulla scomparsa di una star dei social media il cui caso prende d'assalto Internet; Price e Maroun devono valutare le loro decisioni riguardo al caso rispetto alla volontà della famiglia della donna scomparsa.

## Fratture
- Titolo originale: Fault Lines
- Diretto da: Heather Cappiello
- Scritto da: Pamela Wechsler e Art Alamo

### Trama
Dopo l'omicidio di un giudice del tribunale per le controversie familiari, Bernard e Cosgrove approfondiscono le numerose lamentele contro di lui. Quando l'ufficio del procuratore distrettuale si trova ad affrontare sfide impreviste, Maroun prende in mano la situazione per salvare il caso.
- Nota. Ispirato al caso della disputa sulla tutela legale di Britney Spears.[10]

## Libertà di parola
- Titolo originale: Free Speech
- Diretto da: Alex Hall
- Scritto da: Rick Eid

### Trama
Bernard e Cosgrove indagano sull'omicidio di un candidato al Congresso. Price e Maroun si scontrano con un complotto estremista deciso a contrastare i piani del candidato con ogni mezzo necessario.

## Giochi malvagi
- Titolo originale: Wicked Game
- Diretto da: Alex Hall
- Scritto da: Rick Eid (sceneggiatura), Pamela Wechsler (soggetto) e Art Alamo (soggetto)

### Trama
Quando un giovane viene trovato morto per un'apparente overdose, Dixon porta avanti un'indagine per omicidio mentre un vecchio caso irrisolto torna a perseguitarla. Price e Maroun rischiano di mettere in pericolo un testimone per smascherare il loro sospettato e rivelare il mostro nascosto sotto.

## Eredità
- Titolo originale: Legacy
- Diretto da: Sarah Boyd
- Scritto da: Pamela Wechsler

### Trama
Bernard e Cosgrove si confrontano con diversi sospettati dell'omicidio del preside di una scuola privata d'élite. La vita di un adolescente è in bilico mentre Price e Maroun discutono su chi sia più colpevole: chi ha sparato o chi lo ha aiutato a procurarsi un'arma.

## Rottura
- Titolo originale: Severance
- Diretto da: Yangzom Brauen
- Scritto da: Art Alamo

### Trama
Quando il direttore finanziario di un'azienda Fortune 500 viene trovato strangolato nella sua casa, Bernard e Cosgrove lavorano per collegare più vicoli ciechi e trovare il suo assassino. L'accusa si trova ad affrontare una dura battaglia mentre McCoy e Price si scontrano su una scelta che potrebbe costare loro il caso.

## La grande ingannatrice
- Titolo originale: The Great Pretender
- Diretto da: Alex Hall
- Scritto da: Rick Eid e Pamela Wechsler

### Trama
Bernard e Cosgrove devono vagliare realtà e finzione per trovare l'assassino di una giovane ben inserita nell'alta società di Manhattan. Il processo per omicidio prende una svolta che diventa personale per Price e mette Maroun in una situazione compromettente.

## Nero e blu
- Titolo originale: Black and Blue
- Diretto da: Eriq La Salle
- Scritto da: Rick Eid

### Trama
L'omicidio di un detective della polizia di New York fuori servizio minaccia di fare a pezzi la città. Cosgrove piange la perdita di un amico e chiede aiuto al capitano Benson per risolvere il caso. McCoy e Price non sono d'accordo su come perseguire il colpevole, scatenando una dura condanna da tutte le parti.